# 哀牢髭蟾
哀牢髭蟾（学名：Vibrissaphora ailaonica）为角蟾科髭蟾属的两栖动物，俗名毛胡子，是中国的特有物种。分布于云南等地，多见于常绿阔叶林下山溪中以及溪面宽而水流平缓。其生存的海拔范围为2200至2500米。该物种的模式产地在云南景东徐家坝。哀牢髭蟾只有在交配期的雄性下顎才長有角刺，用作防衛，而且皮膚長滿皺摺，方便在水底呼吸；而雌性則兩者皆沒有，不能在水底呼吸。
哀牢髭蟾的名稱源於哀牢山，原因是牠最初於1980年代在雲南的哀牢山發現；不過，其實在鄰近的無量山亦有其踪影。在無量山，由於其「昂、昂」的叫聲，所以又被稱為「昂」。